# Euphranta flavizona
Euphranta flavizona är en tvåvingeart som beskrevs av Hardy 1983. Euphranta flavizona ingår i släktet Euphranta och familjen borrflugor. Inga underarter finns listade i Catalogue of Life.